# Neža Klančar
Neža Klančar (19 de febrero de 2000) es una deportista de Eslovenia que compite en natación. Ganó dos medallas de bronce en los Juegos Olímpicos de la Juventud de 2018, en las pruebas de 50 m libre y 100 m libre, y una medalla de bronce en el Campeonato Europeo Junior de Natación de 2017.